# Фома Ратиборович
Фома Ратиборович — боярин, жил примерно в 12 веке.

## Биография
В 1116 году в связи с начавшейся войной против Византии был послан князем Владимиром Мономахом с сыном последнего, Вячеславом, на Дунай в помощь воеводе Ивану Войтишичу для удержания городов, занятых греческим царевичем Леоном (женатым на дочери Мономаха — Марии), после того как восставший царевич был убит подосланными императором Алексеем Комненом. Фома подступил к Доростолу (Дерестру), но осада не имела успеха, и войско Вячеслава вскоре вернулось на Русь. Тем не менее Фома не вышел из милости великого князя, и спустя несколько лет он стал наместником в Червене. В 1121 году к этому городу подступил владимирский князь Ярослав Святополчич, который, будучи лишен своего удела, бежал в Польшу и получил там помощь от короля Болеслава Кривоустого. Поляки опустошили пограничные русские области, но Фома нанес им решительное поражение и заставил Ярослава бежать в Венгрию. По свидетельству Татищева, Фома в этом случае, действуя против поляков, прибег к хитрости: он подослал к ним мнимого изменника Василия Бора, который уговорил их жечь и грабить села в окрестностях Червена; одновременно с этим Фома послал к ним несколько бочек вина и меду и затем неожиданно разбил неприятелей в их же стане, когда они расположились для грабежа и попойки. В награду за удачное отражение Ярослава Владимир Мономах пожаловал Фоме гривну с золотой цепью и сделал его тысяцким города Владимира.